# Tylospora
Tylospora — рід грибів родини Atheliaceae. Назва вперше опублікована 1960 року.

## Класифікація
До роду Tylospora відносять 2 види:
- Tylospora asterophora
- Tylospora fibrillosa